# Fórmula de Sylvester
En teoria de matrius, la fórmula de Sylvester o teorema de matrius de Sylvester (en honor al matemàtic anglès J. J. Sylvester) o la interpolació de Lagrange−Sylvester expressa una funció analítica f(A) d'una matriu A com el polinomi en A, en termes dels valors propis i vectors propis de A. Diu el següent
{\displaystyle f(A)=\sum _{i=1}^{k}f(\lambda _{i})~A_{i}~,}
on les λi són els valors propis de A, i les matrius 
{\displaystyle A_{i}\equiv \prod _{j=1 \atop j\neq i}^{k}{\frac {1}{\lambda _{i}-\lambda _{j}}}(A-\lambda _{j}I)}
són els covariants de Frobenius corresponents a A, que són la matriu (projecció) dels polinomis de Lagrange de A.

## Condicions
La fórmula de Sylvester es pot aplicar en matrius diagonalitzables A amb k valors propis diferents, λ1, …, λk, i amb qualsevol funció f definida en algun subconjunt dels nombres complexos tal que f(A) estigui ben definida. Aquesta darrera condició significa que tot valor propi λi es troba en el domini de f, i que tot valor propi λi amb multiplicitat mi > 1 es troba a l'interior del domini, sent f (mi — 1) vegades diferenciable en λi.:Def.6.4

## Exemple
Consideri's la matriu 2 per 2
{\displaystyle A={\begin{bmatrix}1&3\\4&2\end{bmatrix}}.}
Aquesta matriu té 2 valors propis: 5 i −2. Els seus covariants de Frobenius són
{\displaystyle {\begin{aligned}A_{1}&=c_{1}r_{1}={\begin{bmatrix}3\\4\end{bmatrix}}{\begin{bmatrix}1/7&1/7\end{bmatrix}}={\begin{bmatrix}3/7&3/7\\4/7&4/7\end{bmatrix}}={\frac {A+2I}{5-(-2)}}\\A_{2}&=c_{2}r_{2}={\begin{bmatrix}1/7\\-1/7\end{bmatrix}}{\begin{bmatrix}4&-3\end{bmatrix}}={\begin{bmatrix}4/7&-3/7\\-4/7&3/7\end{bmatrix}}={\frac {A-5I}{-2-5}}.\end{aligned}}}
La fórmula de Sylvester és doncs
{\displaystyle f(A)=f(5)A_{1}+f(-2)A_{2}.\,}
Per exemple, si f és definit com f(x) = x−1, llavors la fórmula de Sylvester expressa la inversa de la matriu f(A) = A−1 com
{\displaystyle {\frac {1}{5}}{\begin{bmatrix}3/7&3/7\\4/7&4/7\end{bmatrix}}-{\frac {1}{2}}{\begin{bmatrix}4/7&-3/7\\-4/7&3/7\end{bmatrix}}={\begin{bmatrix}-0.2&0.3\\0.4&-0.1\end{bmatrix}}.}

## Generalització
La fórmula de Sylvester només és vàlida per matrius diagonalitzables. Una extensió atribuïda a A. Buchheim, basada en polinomis d'interpolació de Hermite, cobreix el cas general:
{\displaystyle f(A)=\sum _{i=1}^{s}\left[\sum _{j=0}^{n_{i}-1}{\frac {1}{j!}}\phi _{i}^{(j)}(\lambda _{i})(A-\lambda _{i}I)^{j}\prod _{j=1,j\neq i}^{s}(A-\lambda _{j}I)^{n_{j}}\right]},
on {\displaystyle \phi _{i}(t):=f(t)/\prod _{j\neq i}(t-\lambda _{j})^{n_{j}}}.
Schwerdtfeger va donar-ne una forma concisa
{\displaystyle f(A)=\sum _{i=1}^{s}A_{i}\sum _{j=0}^{n_{i}-1}{\frac {f^{(j)}(\lambda _{i})}{j!}}(A-\lambda _{i}I)^{j}},
on Ai són els covariants de Frobenius corresponents a A